# Fokaskolonnen

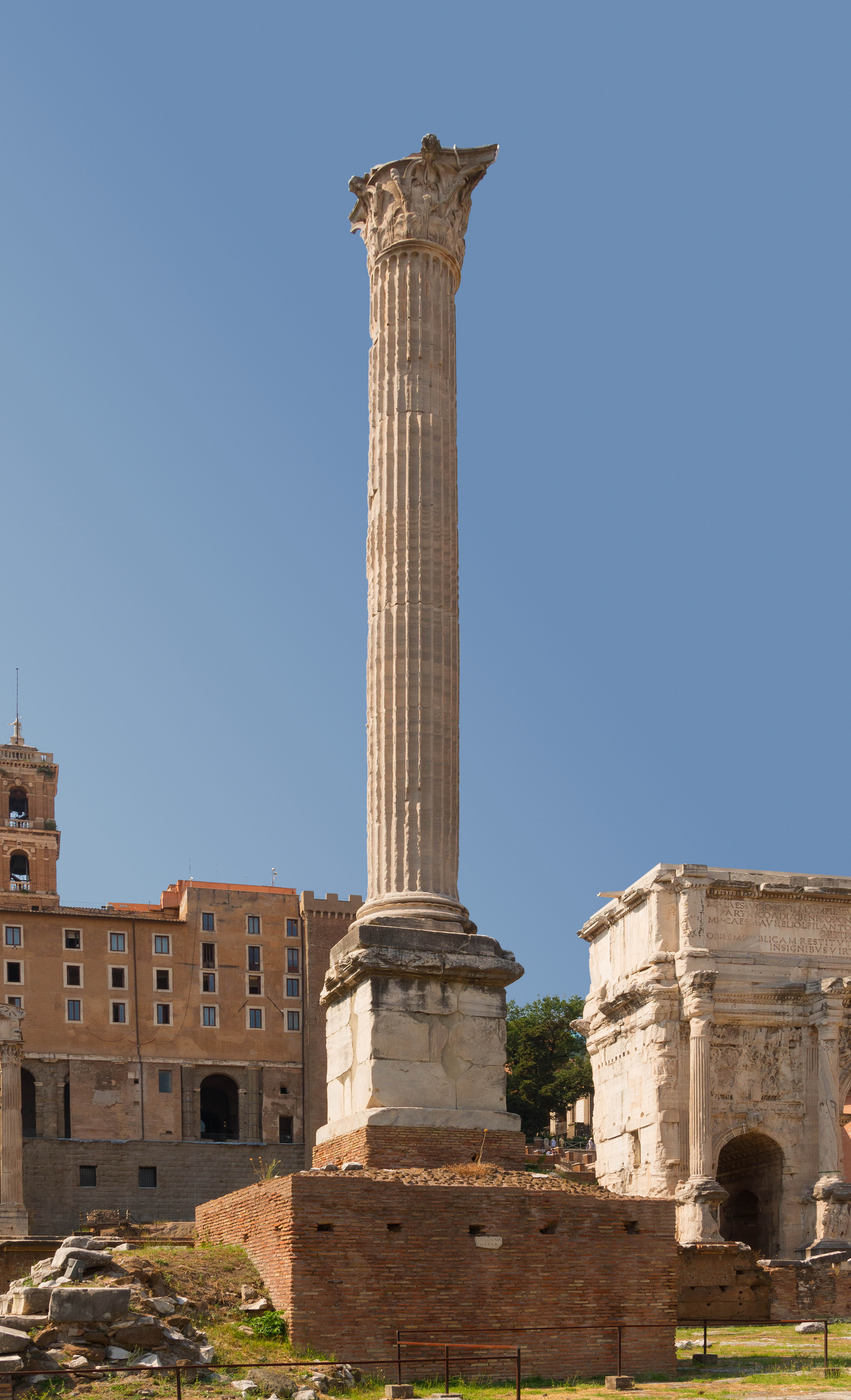
Fokaskolonnen. I bakgrunden Tabularium och Septimius Severus-bågen.

Fokaskolonnen (italienska: Colonna di Foca) var det sista monumentet som uppfördes på Forum Romanum i Rom, år 608 e.Kr.
På långsidan av Basilica Iulia restes en rad ärekolonner på höga baser. Tre av Forums sidor avgränsades på så vis av höga kolonner. Fokaskolonnen, som är en större kolonn, står uppställd för sig själv framför Rostra. Den är strategiskt placerad i linje med Argiletum, den antika gata som från kejsarfora mynnar mellan Curia Iulia och Basilica Aemilia.
Inför den bysantinske kejsaren Fokas besök 608 restes denna höga kolonn och kröntes med en förgylld staty av denne, såsom framgår av dedikationsinskriften på basen.
Den kannelerade korintiska kolonnen och dess marmorsockel är drygt 22 meter hög.

## Sockelns inskription
Vid arkeologiska utgrävningar 1813 kom sockeln i dagen. Inskriptionen, som är en hyllning till Fokas, lyder:

OPTIMO CLEMENTISSIMO PIISSIMOQVE

PRINCIPI DOMINO N. FOCAE IMPERATORI

PERPETVO A DO CORONATO TRIVMPHATORI

SEMPER AVGVSTO

SMARAGDVS EXPRAEPOS. SACRI PALATII

AC PATRICIVS ET EXARCHVS ITALIAE

DEVOTVS EIVS CLEMENTIAE

PRO INNVMERABILIBVS PIETATIS EIVS

BENEFICIIS ET PRO QVIETE

PROCVRATA ITAL. AC CONSERVATA LIBERTATE

HANC STATVAM MAJESTATIS EIVS
 
AVRI SPLENDORE FULGENTEM HVIC

SVBLIMI COLVMNAE AD PERENNEM

IPSIVS GLORIAM IMPOSVIT AC DEDICAVIT

DIE PRIMA MENSIS AVGVSTI INDICT. VND.

PC. PIETATIS EIVS ANNO QVINTO.